# Copa da Polônia de Voleibol Masculino de 2018–19
A Copa da Polônia de Voleibol Masculino de 2018–19 foi 62.ª edição desta competição organizada pela Federação Polonesa de Voleibol (PZPS) e pela Liga Polonesa de Voleibol (PLS). Ao total, 24 equipes participaram dessa edição.
O ZAKSA Kędzierzyn-Koźle conquistou o sétimo título de sua história na competição ao vencer o Jastrzębski Węgiel. O ponteiro polonês Aleksander Śliwka foi eleito o melhor jogador do torneio.

## Regulamento
Apenas uma partida foi disputada por rodada. O vencedor avançou para a próxima rodada. A primeira rodada foi disputada pelos vencedores dos jogos provinciais e pelas equipes que competiram na II Liga, que se candidataram a participar da Copa da Polônia. Na segunda rodada os vencedores da primeira rodada jogaram de acordo com a chave da liga. 4 equipes que avançaram da segunda rodada e 12 equipes da I Liga participaram da terceira rodada. Os jogos da quarta e quinta rodadas foram disputados de acordo com a chave do torneio.
2 equipes que avançaram da quinta rodada e as 6 melhores equipes após o final da primeira rodada da fase principal da PlusLiga na temporada 2018–19 jogaram nas quartas de final (outras equipes da PlusLiga não participaram da Copa da Polônia). As equipes da PlusLiga dos lugares 1–4 após a primeira rodada da fase regular foram semeadas. Os pares de correspondência foram criados por sorteio. Os anfitriões das partidas das quartas de final foram as equipes das divisões inferiores ou as equipes com classificação mais alta após a primeira rodada da fase principal da PlusLiga. Os vencedores das partidas avançaram para a fase final que foi composta por: quartas de finais, semifinais e final.

## Primeira rodada
| Data   | Hora |                     | Placar |                         | Set 1 | Set 2 | Set 3 | Set 4 | Set 5 | Total | Relatório |
| ------ | ---- | ------------------- | ------ | ----------------------- | ----- | ----- | ----- | ----- | ----- | ----- | --------- |
| 17 out |      | Herkules Sulejówek  | 1–3    | SMS Spała               | 19–25 | 25–22 | 15–25 | 18–25 |       | 77–97 | Resultado |
| 17 out |      | MKS II Będzin       | 0–3    | MOSiR Sieradz           | 12–25 | 17–25 | 31–33 |       |       | 60–83 | Resultado |
| 17 out |      | Powiślak Końskowola | 1–3    | Kozienice               | 13–25 | 25–21 | 18–25 | 21–25 |       | 77–96 | Resultado |
| 17 out |      | GOSiR Mrozy         | 1–3    | LUK Politechnika Lublin | 25–22 | 15–25 | 17–25 | 14–25 |       | 71–97 | Resultado |

## Segunda rodada
| Data   | Hora |                          | Placar |                            | Set 1 | Set 2 | Set 3 | Set 4 | Set 5 | Total   | Relatório |
| ------ | ---- | ------------------------ | ------ | -------------------------- | ----- | ----- | ----- | ----- | ----- | ------- | --------- |
| 21 nov |      | Konspol Słupca           | 0–3    | Lechia Tomaszów Mazowiecki | 12–25 | 23–25 | 13–25 |       |       | 48–75   | Resultado |
| 21 nov |      | MOSiR Sieradz            | 3–1    | Krispol Września           | 25–20 | 23–25 | 25–22 | 25–22 |       | 98–89   | Resultado |
| 21 nov |      | BBTS II Bielsko-Biała    | 0–3    | Stal Nysa                  | 20–25 | 20–25 | 12–25 |       |       | 52–75   | Resultado |
| 21 nov |      | KKS Kozienice            | 0–3    | KPS Siedlce                | 19–25 | 21–25 | 23–25 |       |       | 63–75   | Resultado |
| 21 nov |      | Stal Grudziądz           | 1–3    | Ślepsk Suwałki             | 25–27 | 25–22 | 21–25 | 17–25 |       | 88–99   | Resultado |
| 21 nov |      | TKS Tychy                | 1–3    | BBTS Bielsko-Biała         | 21–25 | 21–25 | 26–24 | 19–25 |       | 87–99   | Resultado |
| 21 nov |      | LKPS Politechnika Lublin | 3–0    | SMS II PZPS Spała          | 25–18 | 25–15 | 26–24 |       |       | 76–57   | Resultado |
| 28 nov |      | SMS PZPS Spała           | 3–2    | Norwid Częstochowa         | 28–30 | 23–25 | 25–23 | 25–23 | 15–11 | 116–112 | Resultado |

## Terceira rodada
| Data   | Hora |                          | Placar |                            | Set 1 | Set 2 | Set 3 | Set 4 | Set 5 | Total   | Relatório |
| ------ | ---- | ------------------------ | ------ | -------------------------- | ----- | ----- | ----- | ----- | ----- | ------- | --------- |
| 11 dez |      | LKPS Politechnika Lublin | 2–3    | BBTS Bielsko-Biała         | 23–25 | 25–22 | 25–19 | 23–25 | 12–15 | 108–106 | Resultado |
| 12 dez |      | MOSiR Sieradz            | 0–3    | Stal Nysa                  | 22–25 | 18–25 | 17–25 |       |       | 57–75   | Resultado |
| 13 dez |      | SMS PZPS Spała           | 1–3    | Lechia Tomaszów Mazowiecki | 17–25 | 25–21 | 22–25 | 23–25 |       | 87–96   | Resultado |
| 20 dez |      | KPS Siedlce              | 0–3    | Ślepsk Suwałki             | 20–25 | 22–25 | 23–25 |       |       | 65–75   | Resultado |

## Quarta rodada
| Data   | Hora |                | Placar |                            | Set 1 | Set 2 | Set 3 | Set 4 | Set 5 | Total | Relatório |
| ------ | ---- | -------------- | ------ | -------------------------- | ----- | ----- | ----- | ----- | ----- | ----- | --------- |
| 16 jan |      | Ślepsk Suwałki | 1–3    | BBTS Bielsko-Biała         | 21–25 | 25–19 | 18–25 | 16–25 |       | 80–94 | Resultado |
| 16 jan |      | Stal Nysa      | 3–1    | Lechia Tomaszów Mazowiecki | 25–21 | 23–25 | 25–18 | 25–23 |       | 98–87 | Resultado |

## Fase final

### Chaveamento
|  | Quartas de final           | Quartas de final           |                        |   | Semifinais | Semifinais |  |  | Final | Final |
|  |                            |                            |                        |   |            |            |  |  |       |       |
|  |                            |                            |                        |   |            |            |  |  |       |       |
|  |                            |                            |                        |   |            |            |  |  |       |       |
|  | ZAKSA Kędzierzyn-Koźle     | 3                          |                        |   |            |            |  |  |       |       |
|  | ZAKSA Kędzierzyn-Koźle     | 3                          |                        |   |            |            |  |  |       |       |
|  | PGE Skra Bełchatów         | 0                          |                        |   |            |            |  |  |       |       |
|  | PGE Skra Bełchatów         | 0                          | ZAKSA Kędzierzyn-Koźle | 3 |            |            |  |  |       |       |
|  |                            |                            | ZAKSA Kędzierzyn-Koźle | 3 |            |            |  |  |       |       |
|  |                            | Aluron CMC Warta Zawiercie | 1                      |   |            |            |  |  |       |       |
|  | Cerrad Czarni Radom        | Aluron CMC Warta Zawiercie | 1                      | 1 |            |            |  |  |       |       |
|  | Cerrad Czarni Radom        |                            |                        | 1 |            |            |  |  |       |       |
|  | Aluron CMC Warta Zawiercie | 3                          |                        |   |            |            |  |  |       |       |
|  | Aluron CMC Warta Zawiercie | 3                          | ZAKSA Kędzierzyn-Koźle | 3 |            |            |  |  |       |       |
|  |                            |                            | ZAKSA Kędzierzyn-Koźle | 3 |            |            |  |  |       |       |
|  |                            | Jastrzębski Węgiel         | 1                      |   |            |            |  |  |       |       |
|  | BBTS Bielsko-Biała         | Jastrzębski Węgiel         | 1                      | 0 |            |            |  |  |       |       |
|  | BBTS Bielsko-Biała         |                            |                        | 0 |            |            |  |  |       |       |
|  | Jastrzębski Węgiel         | 3                          |                        |   |            |            |  |  |       |       |
|  | Jastrzębski Węgiel         | 3                          | Jastrzębski Węgiel     | 3 |            |            |  |  |       |       |
|  |                            |                            | Jastrzębski Węgiel     | 3 |            |            |  |  |       |       |
|  |                            | Onico Warszawa             | 0                      |   |            |            |  |  |       |       |
|  | Stal Nysa                  | Onico Warszawa             | 0                      | 1 |            |            |  |  |       |       |
|  | Stal Nysa                  |                            |                        | 1 |            |            |  |  |       |       |
|  | Onico Warszawa             | 3                          |                        |   |            |            |  |  |       |       |
|  | Onico Warszawa             | 3                          |                        |   |            |            |  |  |       |       |

### Quartas de final
| Data   | Hora  |                        | Placar |                            | Set 1 | Set 2 | Set 3 | Set 4 | Set 5 | Total | Relatório |
| ------ | ----- | ---------------------- | ------ | -------------------------- | ----- | ----- | ----- | ----- | ----- | ----- | --------- |
| 23 jan | 17:30 | ZAKSA Kędzierzyn-Koźle | 3–0    | PGE Skra Bełchatów         | 25–16 | 25–19 | 28–26 |       |       | 78–61 | Relatório |
| 23 jan | 20:30 | Cerrad Czarni Radom    | 1–3    | Aluron CMC Warta Zawiercie | 18–25 | 19–25 | 25–23 | 21–25 |       | 83–98 | Relatório |
| 23 jan | 18:00 | BBTS Bielsko-Biała     | 0–3    | Jastrzębski Węgiel         | 19–25 | 20–25 | 14–25 |       |       | 53–75 | Relatório |
| 23 jan | 20:30 | Stal Nysa              | 1–3    | Onico Warszawa             | 18–25 | 25–21 | 21–25 | 18–25 |       | 82–96 | Relatório |

### Semifinais
| Data   | Hora  |                        | Placar |                            | Set 1 | Set 2 | Set 3 | Set 4 | Set 5 | Total | Relatório |
| ------ | ----- | ---------------------- | ------ | -------------------------- | ----- | ----- | ----- | ----- | ----- | ----- | --------- |
| 26 jan | 14:45 | ZAKSA Kędzierzyn-Koźle | 3–1    | Aluron CMC Warta Zawiercie | 25–19 | 25–20 | 20–25 | 25–17 |       | 95–81 | Relatório |
| 26 jan | 18:00 | Onico Warszawa         | 0–3    | Jastrzębski Węgiel         | 22–25 | 23–25 | 14–25 |       |       | 59–75 | Relatório |

### Final
| Data   | Hora  |                        | Placar |                    | Set 1 | Set 2 | Set 3 | Set 4 | Set 5 | Total  | Relatório |
| ------ | ----- | ---------------------- | ------ | ------------------ | ----- | ----- | ----- | ----- | ----- | ------ | --------- |
| 27 jan | 14:45 | ZAKSA Kędzierzyn-Koźle | 3–1    | Jastrzębski Węgiel | 25–20 | 25–13 | 25–27 | 25–17 |       | 100–77 | Relatório |

## Premiações
| Copa da Polônia de 2018–19                  |
| ------------------------------------------- |
| ZAKSA Kędzierzyn-Koźle Campeão (7.º título) |

### Individuais
Os atletas que se destacaram individualmente foramː
| - Most Valuable Player (MVP) Aleksander Śliwka - Melhor sacador Dawid Konarski - Melhores recepção Rafał Szymura - Melhor defesa Paweł Zatorski | - Melhores central Łukasz Wiśniewski - Melhor oposto Łukasz Kaczmarek - Melhor levantador Benjamin Toniutti |